# Chiesa di Santa Varena
La chiesa di Santa Varena è la parrocchiale di Villa del Foro, frazione di Alessandria, in provincia e diocesi di Alessandria; fa parte della zona pastorale di Alessandria.

## Storia
Secondo la tradizione, la religione cristiana venne introdotta a Forum Fulvii proprio da santa Varena: la leggenda narra, infatti, che lei indicò agli abitanti del luogo di fondare un luogo di culto su un antico blocco di granito che fungeva da altare pagano.
La parrocchiale neoclassica venne costruita nel XVIII secolo e abbellita nel 1903 con la realizzazione dell'affresco raffigurante San Baudolino circondato dalle oche.
Negli anni settanta si provvide ad adeguare la chiesa alle norme postconciliari mediante l'aggiunta dell'ambone e dell'altare rivolto verso l'assemblea.
L'edificio, danneggiato dall'evento sismico del 2000, fu restaurato e consolidato due anni dopo e nel 2017 la copertura venne interessata da un intervento di manutenzione.

## Descrizione

### Esterno
La facciata a capanna della chiesa, che guarda a mezzogiorno, presenta centralmente il portale d'ingresso architravato ed è scandita da quattro paraste corinzie sorreggenti il timpano di forma triangolare, al culmine del quale è collocata una croce
Annesso alla parrocchiale è il campanile a base quadrata, caratterizzato da lesene angolari; la cella presenta una monofora per lato ed è coronata dal tamburo su cui si erge la copertura piramidale.

### Interno
L'interno dell'edificio, a pianta rettangolare, si compone di un'unica navata, sulla quale si affacciano le cappelle laterali, introdotte da archi a tutto sesto, e le cui pareti sono scandite da lesene sorreggenti il cornicione modanata e aggettante sopra il quale si imposta la volta a botte ribassata; al termine dell'aula si sviluppa il presbiterio, rialzato di alcuni gradini, delimitato da balaustre e chiuso dall'abside di forma semicircolare.